# 四稜溫泉
四稜溫泉是台灣北部大漢溪上游流域深山中的一處野溪天然溫泉，位於北部橫貫公路跨越雪山山脈上的次高越嶺點四稜附近，下切南側的高崗溪底（漢名又稱三光溪），行政區屬桃園市復興區華陵里，東南方離宜蘭縣大同鄉英士村（又有轉寫為芃芃，音芃）邊界將近700公尺，棲蘭野生動物重要棲息環境西北側邊界。
由台7線58.5公里海拔1,145公尺處，往南循往稜山的登山步道（即往北登庫魯山、復興尖山登山口的對面）往高崗溪谷直下約800公尺遠，至溪底海拔下降將近300公尺，溫泉分布於高崗溪底海拔約855公尺，湧出範圍前後約30公尺長，流出後往西流下，至巴陵（直译：「巨木」，台7線約46K）與馬里光溪（直译：「源頭」，漢名又稱玉峰溪）匯合，稱為大漢溪，依地質分類屬於雪山山脈的變質岩溫泉。

## 泉質
四稜溫泉水色清澈，可浴可飲，三處湧出點，下游處溪谷南岸高約15公尺的瀑布，約每分鐘500公升、位於中間的第二道瀑布、上游的第三道瀑布，水量最小但泉溫最高，湧水溫依不同湧出點而有不同，約45—65℃，酸鹼值約pH8.7，泉量豐富，主要含礦物碳酸氫鈉，含碳酸氫根離子180ppm、鈉離子約220ppm，屬於弱鹼性碳酸氫鈉泉（離子含量尚未達到日本規範），即「鈉-碳酸氫鹽泉」（又稱「重曹泉」，俗稱美人湯），浴後皮膚有光滑清涼感，適應刀傷、末梢循環不良、手腳冰冷、皮膚乾燥等；飲用適應胃酸過多、糖尿病、痛風等，但是高血壓及腎臟病的患者不宜飲用，泉質中的鈉離子成分會造成心血管及腎臟的負擔。